# Good Girl Gone Bad
Good Girl Gone Bad es el tercer álbum de estudio de la cantante barbadense Rihanna. Fue lanzado el 31 de mayo de 2007 por Def Jam Recordings y SRP Records.Good Girl Gone Bad es un disco de pop, dance pop y R&B con influencias musicales de la década de 1980. Descrito como un punto de inflexión en la carrera de Rihanna, representa un alejamiento del sonido caribeño de sus lanzamientos anteriores, Music of the Sun (2005) y A Girl Like Me (2006). Aparte del sonido, también respaldó una nueva imagen para el lanzamiento, pasando de una joven inocente a una apariencia más atrevida y madura.
Los críticos dieron críticas generalmente positivas del álbum, elogiando su composición y la nueva dirección musical de Rihanna, aunque algunos criticaron la letra y la inconsistencia del álbum. El álbum recibió siete nominaciones a los premios Grammy y una victoria en la categoría de Mejor colaboración rap/cantada por «Umbrella» en la ceremonia de 2008. El álbum debutó en el número dos de la lista Billboard 200 de Estados Unidos y vendió 162.000 copias en su primera semana. Certificada seis veces platino por la Recording Industry Association of America (RIAA), vendió más de 2,8 millones de copias en los Estados Unidos. El álbum alcanzó el número uno en Canadá, Suiza y el Reino Unido. Hasta junio de 2017, el álbum ha vendido más de nueve millones de copias en todo el mundo.
Good Girl Gone Bad generó cinco sencillos, incluidos los éxitos internacionales «Umbrella» y «Don't Stop The Music»; Rolling Stone colocó al primero en el número 412 en la lista de las 500 mejores canciones de todos los tiempos de la revista. Para promocionar el álbum, Rihanna se embarcó en su primera gira mundial de conciertos y la tercera en general, Good Girl Gone Bad Tour. El álbum fue reeditado como Good Girl Gone Bad: Reloaded en junio de 2008 con tres canciones nuevas, incluidos los éxitos número uno del Billboard Hot 100 de Estados Unidos «Take A Bow» y «Disturbia». Le siguió el primer álbum de remixes de Rihanna, Good Girl Gone Bad: The Remixes, en enero de 2009, que incluía remixes de Moto Blanco, Tony Moran, Soul Seekerz y Wideboys.

## Antecedentes y grabación

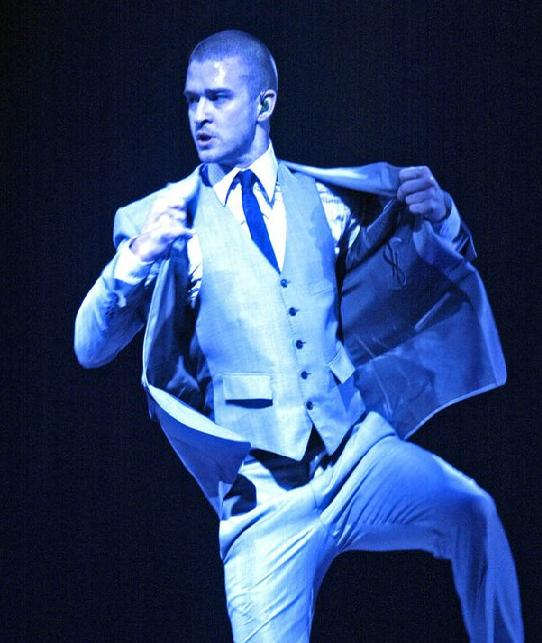
Justin Timberlake fue uno de los cantantes que trabajó en el álbum con la cantante.

Después de su segundo álbum de estudio, A Girl Like Me, Rihanna comenzó a trabajar con compositores y productores. Rihanna pasó la semana de los Grammy Awards 2007 con el cantante, compositor y compañero Ne-Yo trabajando en el siguiente álbum. Él había coescrito la balada «Unfaithful» y ella había tenido clases vocales con él para el nuevo álbum. A pesar de haber trabajado anteriormente con él, se unieron de nuevo y escribieron «Hate That I Love You». Rihanna comentó: «He leído la letra, y estoy como, ¿Qué estás pensando? ¿Qué es lo que está pasando por tu cabeza?» Rihanna recordó: «Sólo tengo que parar y ponerme como Ne-Yo, bien, ¿Dime por qué escribiste esta canción? Porque yo no entiendo cómo se le ocurren ciertos conceptos, y él me saca de quicio a veces. Es una locura». También escribió otras dos canciones en el álbum y el primer sencillo de la reedición: «Take A Bow». El primer sencillo del álbum, «Umbrella», fue escrito por The-Dream. La canción fue escrita originalmente con la cantante de pop estadounidense Britney Spears en la mente, pero su disquera rechazó la canción y en su lugar se la ofrecieron a la cantante de R&B Mary J. Blige, antes de dársela a Rihanna.
Stewart dijo que se quedó reacio, en cuanto supo que Rihanna sería la artista que grabaría la canción, pero después de la grabación de los «Ella, ella», frase del coro, sentían que realmente estaba en "algo". El The-Dream también ayudó a grabar las canciones «Breakin' Dishes», «Sell Me Candy» y «Lemme Get That». «Shut Up and Drive» fue inspirado por «Blue Monday», que abarca un notable sonido orientado al rock. Rihanna también trabajó con Justin Timberlake en el álbum, él escribió el octavo sencillo, «Rehab». Y añadió: «Es un honor trabajar con Justin. Él es un tipo divertido, un gran artista y una persona muy talentosa».En una entrevista con MTV News, profundizó

Me acaban de poner en el estudio y empecé a grabar y grabar, eso mostró la dirección de que yo me convertí en un artista. Good Girl Gone Bad es el título perfecto, ya que muestra a la gente que soy quien soy ahora. No hacer lo que alguien quiere que yo haga. Ya no soy más la inocente Rihanna. Estoy tomando mucho más riesgos y oportunidades. Sentí que cuando me corté el pelo, esto muestra a la gente que no estoy tratando de parecer o ser otra persona. El álbum es muy movido. Hemos hecho algunos registros urbanos, algunos registros realmente pop. -Rihanna, MTV News

Rihanna ha trabajado con algunos de los productores que han colaborado con ella en sus álbumes anteriores, incluyendo Evan y Carl, JR Rotem, Sean Garrett y el equipo de producción noruego Stargate. Rihanna también ha colaborado con productores como Timbaland y will.i.am. Rihanna también quería trabajar con el productor de música Andre 3000 y Polow Da Don, que han trabajodo con Pussycat Dolls, Fergie y Usher, entre otros. La mayoría de las canciones del disco fueron grabadas en los estudios Westlake en Los Ángeles, California, paralelo a las sesiones de grabación de su segundo álbum de estudio, A Girl Like Me. Rihanna comenzó a trabajar en el álbum a finales de 2006 y se hizo casi toda la grabación a finales de febrero de 2007. Durante una entrevista en el Reino Unido con la estación de radio Capital FM, Rihanna explica el significado y el razonamiento detrás del título del álbum: Good Girl Gone Bad tiene su propio término de cada individuo y en mi caso, sólo significa que he conseguido una imagen un poco rebelde en el álbum, saliendo de mi caparazón y tomando riesgos... Bad de Michael Jackson es mi tipo de vía.

## Estilo musical y contenido

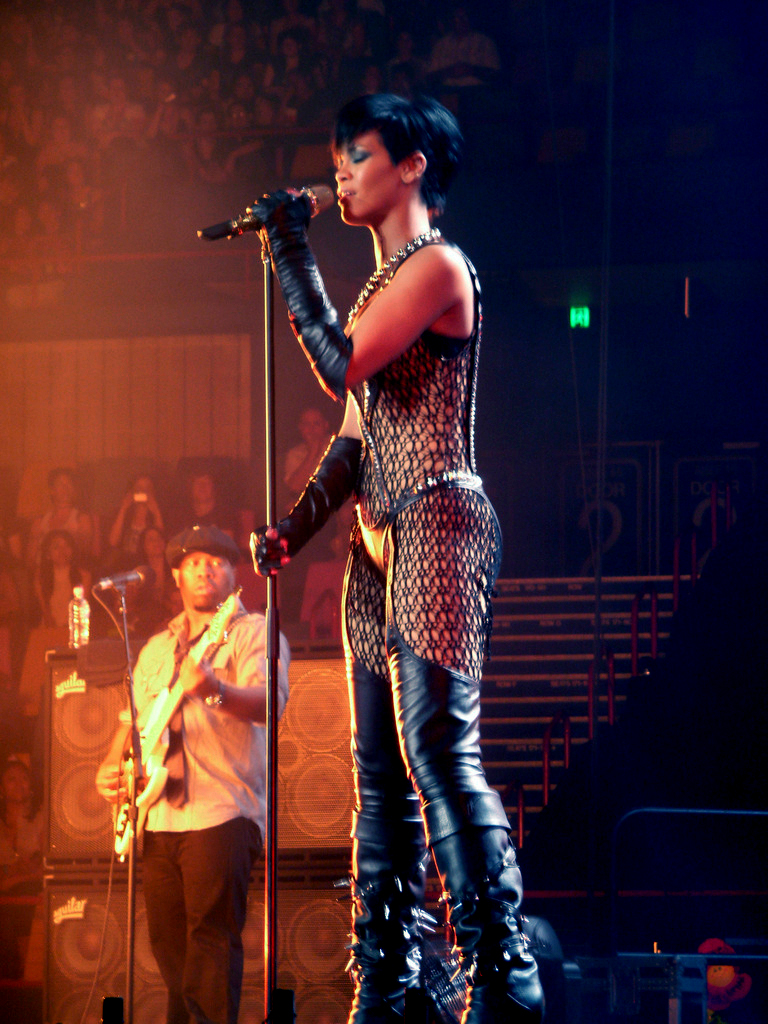
Rihanna cantando «Disturbia» en su gira The Good Girl Gone Bad Tour, en Australia.

Rihanna misma declaró que el álbum estaba inspirado en Afrodisiac de Brandy Norwood, diciendo: «Ese disco lo escucho todo el día y toda la noche. Cuando estaba en el estudio ese era el disco que escuchaba todo el tiempo y admiraba cada gran canción. Puedes escuchar el álbum entero. Yo estaba como, ¿Sabes qué? Tengo que hacer un disco así». El género musical de este álbum tomó un nuevo giro en la carrera de la cantante con ritmos más dance-pop. En una entrevista acerca del tema del disco, Rihanna dijo: «Te sientes diferente con cada álbum, y en esta etapa me siento como que quiero hacer un montón de canciones bailables y rápidas. Quiero mantener a la gente bailando sin dejar de ser conmovedora, al mismo tiempo». El álbum incorpora R&B, dance-pop e influencias del pop y está lleno de alta energía y canciones dance que hacen el álbum más orientado al pop. La primera mitad del álbum está lleno de conocidos samples, la segunda mitad del álbum contiene un sonido más lento. El álbum, con un sonido dance-pop, no incluye el reggae y ni el dancehall que Music of the Sun (2005), y A Girl Like Me (2006) contenían. Rihanna explicó el tema y la nueva dirección del álbum expresando:

«Yo, básicamente, tomé la actitud de niña mala y rebelde, acabo de hacer todo en la forma en que quería hacerlo, yo no quería escuchar a nadie. No consulté con nadie. Yo sólo quiero tener un poco más de diversión con mi música y ser un poco más experimental en cuanto a mi imagen y mi sonido. Simplemente me reinventé... Una chica mala, todo se trata de la actitud que tome hacia las cosas, estoy teniendo cuidado, me estoy divirtiendo, estoy tomando riesgos ya que las chicas malas toman riesgos»

Algunas de las canciones en el álbum incorporan estilos de los 1970 y 1980. El segundo sencillo, «Shut Up and Drive» samples «Blue Monday» (1983) de New Order. Sin embargo, Allmusic se refiere a ella como una propuesta elegante, innegable, como «Freak Like Me» de Sugababes. «Don't Stop The Music», siendo una canción de baile, se combina con «Soul Makossa», y parte del coro de «Wanna Be Startin' Somethin'». «Push Up on Me», por el contrario, contiene samples de la canción de Lionel Richie, «Running with the Night».
«Umbrella», que cuenta con el rapero Jay-Z, es la apertura del álbum y el primer sencillo. Andy Kellman de Allmusic describió la canción como un mamut sin los tambores, con un imponente telón de fondo durante el coro y voces que de alguna manera que totalmente convencen. Sin embargo, la revista Entertainment Weekly comentó que el ritmo de la canción puede ser recreado con un software. El álbum fue también el primer álbum donde Rihanna mostró su lado del rock and roll. La canción es parte de una secuencia y contiene un sonido pop rock. with a heavy guitar riff containing a pop rock sound. «Hate That I Love You» y «Take A Bow», ambos llevan un sonido moderado, con influencias del R&B.«Don't Stop the Music» y «Disturbia», contienen ritmos bailables, con la incorporación de electropop y la música house, también por medio de un sonido oscuro con el efecto vocal de Auto-Tune, que se utiliza en toda la canción en la voz de Rihanna.

## Lanzamiento y promoción

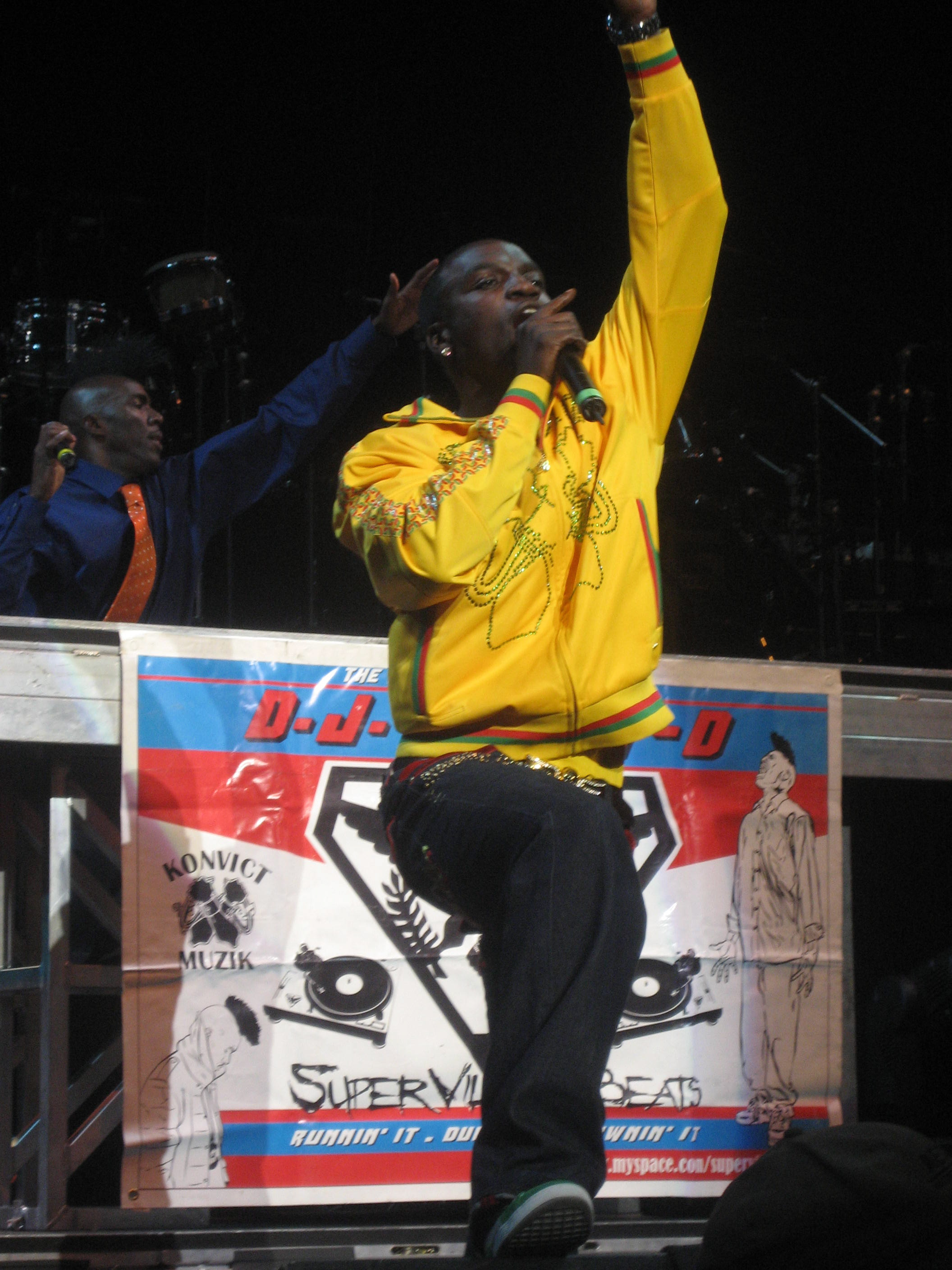
Akon fue uno de los artistas que participó en los actos de apertura de la gira.

Good Girl Gone Bad fue lanzado a través de Def Jam Recordings el 30 de mayo de 2007. Rihanna relanzó el álbum con dos disco titulado Good Girl Gone Bad: Reloaded en junio de 2008. En los Estados Unidos, incluye la edición estándar de 12 pistas, con tres pistas adicionales, «Take a Bow», «If I Never See Your Face Again», con Maroon 5, y «Disturbia». Una actuación como parte de su gira en el Manchester Evening News Arena el 6 de diciembre de 2007, fue lanzado como un DVD el 17 de junio de 2008, que contiene cuatro actuaciones en vivo de su gira. La versión mejorada del álbum fue lanzada en la mayoría de los países el 17 de junio, pero la versión del álbum fue lanzado el 2 de junio de 2008, en el Reino Unido (con la versión en DVD) y el 21 de junio en Australia. El remix del álbum fue lanzado el 27 de enero de 2009 y el 2 de febrero de 2009, en el Reino Unido. Esta versión es diferente al disco extra que se encuentra en edición deluxe del álbum original, ya que excluye los remixes de «SOS» y la canción «Cry» y «Haunted». A su vez, esta versión añade los remixes de «Disturbia» y «Take A Bow» de la edición Reloaded. El 26 de enero de 2009, Universal Music Group añadió el álbum a su lista de «First Plays», una versión en línea del álbum.

### Gira
Rihanna se embarcó en una gira de conciertos en todo el mundo, The Good Girl Gone Bad Tour, el 15 de septiembre de 2007, tres meses después del lanzamiento del álbum. Constaba de 80 espectáculos y finalizó el 24 de enero de 2009. La primera etapa comenzó en Canadá, que constó de once espectáculos en todo el país con Akon, y más tarde pasó (sin Akon) a través de los Estados Unidos, Europa, Oceanía, África y Asia. Los actos de apertura para la gira estuvieron a cargo de Akon, Ciara y David Jordan.

## Recepción

### Comercial
En los Estados Unidos, Good Girl Gone Bad debutó en el número dos en el 'Billboard 200, vendiendo 162 000 unidades en su primera semana, según Nielsen SoundScan. A la semana siguiente, el álbum cayó al número siete con ventas de 81 000 copias. El álbum fue re-lanzado el 2 de junio de 2008, haciendo que el disco subiera desde el número 124-7 en el Billboard 200, vendiendo 63 000 copias y con un aumento de 930% en las ventas. En 2008, el álbum recibió una certificación de 7× platino por la Recording Industry Association of America (RIAA). El álbum pasó 98 semanas en el Billboard 200 vendiendo 2 616 000 copias. En febrero de 2011, el álbum ha vendido 2,666,000 copias en los Estados Unidos. Hasta julio de 2010, los sencillos del álbum han vendido un total combinado de más de 17 millones de unidades en Estados Unidos.
En el Reino Unido, Good Girl Gone Bad se convirtió en el primer álbum de Rihanna en alcanzar el número uno. El álbum ha sido desde entonces cinco veces disco de platino en el Reino Unido por la venta de más de 1.5 millones de copias. En julio de 2011, el álbum había estado 213 semanas en la lista. En Canadá, el álbum también debutó en el número uno en la lista Canadian Albums Chart y ha sido certificado cinco veces platino por ventas de más de 500 000 copias hasta la fecha. En Europa, el álbum fue galardonado tres veces disco de platino por la IFPI, por ventas de más de tres millones de copias, convirtiéndose en uno de los álbumes más vendidos de ese continente para el año 2007. En Francia, el álbum debutó en el número ocho y después de la reedición, el álbum se disparó del 141 al 43. En Alemania, el álbum debutó en el número cuatro y llegó a este puesto dos veces. El álbum pasó un total de 101 semanas en la lista de álbumes en dicho país, por lo que es el álbum de su carrera que más tiempo ha permanecido en la lista. En Alemania, es su álbum más exitoso, que le valió a Rihanna dos veces platino por las ventas de más de 400 000 copias.

### Crítica
Tras su lanzamiento, Good Girl Gone Bad recibió críticas generalmente positivas de los críticos. Andy Kellman de Allmusic dijo que de principio a fin, Good Girl Gone Bad es tan pop como el pop que llega en el año 2007, cada una de sus 12 canciones es un éxito potencial, mientras que The New York Times, declaró que este disco suena como si hubiera sido diseñado científicamente para ofrecer éxitos. Pitchfork Media describió el álbum como uno variado y satisfactorio. Talia Kraines de la BBC señaló que «Umbrella» podría ser el mayor éxito de Rihanna, pero hay mucho en este álbum que podría hacerlo aún mejor. Drumming Neil de Entertainment Weekly dio a Good Girl Gone Bad A + B, comentando incluyendo pop de los años 80 y el rock, en su máxima expresión, Good Girl Gone Bad es un retroceso emocionante a más de una década atrás, cuando los productores de advenedizos sin orden hacían puré de R&B con hip-hop. Sorprendentemente culpables son sus compositores de alto perfil.

## Lista de canciones
| Good Girl Gone Bad |                                     |                                                                                       |                           |          |  |
| N.º                | Título                              | Escritor(es)                                                                          | Producer(s)               | Duración |  |
| 1.                 | «Umbrella (con Jay-Z) »             | Christopher Stewart, The-Dream, Thaddis Harrell, Jay-Z                                | Christopher Stewart       | 4:35     |  |
| 2.                 | «Push Up on Me»                     | Jonathan Rotem, Makeba Riddick, Lionel Richie, Cynthia Weil                           | J. R. Rotem               | 3:15     |  |
| 3.                 | «Don't Stop the Music»              | StarGate, Tawanna Dabney, Michael Jackson                                             | StarGate                  | 4:27     |  |
| 4.                 | «Breakin' Dishes»                   | Stewart, Nash                                                                         | Christopher Stewart       | 3:20     |  |
| 5.                 | «Shut Up and Drive»                 | Evan Rogers, Carl Sturken, Stephen Paul, Peter Hook, Bernard Sumner, Gillian Gilbert  | Evan Rogers, Carl Sturken | 3:33     |  |
| 6.                 | «Hate That I Love You (con Ne-Yo) » | Ne-Yo, Hermansen, Eriksen                                                             | StarGate                  | 3:39     |  |
| 7.                 | «Say It»                            | Riddick, Quaadir Atkinson, Ewart Brown, Clifton Dillon, Lowell Dunbar, Brian Thompson | Neo Da Matrix             | 4:10     |  |
| 8.                 | «Sell Me Candy»                     | Nash, Riddick, Timbaland                                                              | Timbaland                 | 2:45     |  |
| 9.                 | «Lemme Get That»                    | Nash, Mosley, Carter                                                                  | Timbaland                 | 3:41     |  |
| 10.                | «Rehab»                             | Justin Timberlake, Mosley, Hannon Lane                                                | Timbaland                 | 4:54     |  |
| 11.                | «Question Existing»                 | Smith, Shea Taylor, Carter                                                            | Shea Taylor               | 4:06     |  |
| 12.                | «Good Girl Gone Bad»                | Smith, Hermansen, Eriksen, Lene Marlin                                                | StarGate                  | 3:33     |  |

| Bonus tracks |                   |                                   |             |          |  |
| N.º          | Título            | Escritor(es)                      | Producer(s) | Duración |  |
| 13.          | «Cry» (UK -)      | Eriksen, Frankie Storm, Hermansen | StarGate    | 3:55     |  |
| 14.          | «Haunted» (Japón) | Rogers, Sturken                   |             | 4:09     |  |

### Good Girl Gone Bad: Reloaded
El álbum fue relanzado el 2 de junio de 2008, un año después del lanzamiento de la versión original. Aparte de los temas originales, la nueva edición cuenta con tres nuevas canciones, «Take a Bow», «If I Never See Your Face Again» (a dúo con Maroon 5), y «Disturbia». En un comunicado de prensa oficial de Def Jam, se anunció que una canción titulada «Hatin' On the Club», que fue escrita por The Dream y producida por Christopher Stewart, también iba a ser incluida. Finalmente, por razones desconocidas, fue eliminado de la lista final.
| Good Girl Gone Bad: Reloaded |                                                 |                                                                                       |                                                  |          |  |
| N.º                          | Título                                          | Escritor(es)                                                                          | Producer(s)                                      | Duración |  |
| 1.                           | «Umbrella (con Jay-Z)»                          | Christopher Stewart, The-Dream, Thaddis Harrell, Jay-Z                                | Christopher Stewart                              | 4:35     |  |
| 2.                           | «Push Up on Me»                                 | Jonathan Rotem, Makeba Riddick, Lionel Richie, Cynthia Weil                           | J. R. Rotem                                      | 3:15     |  |
| 3.                           | «Don't Stop the Music»                          | StarGate, Tawanna Dabney, Michael Jackson                                             | StarGate                                         | 4:27     |  |
| 4.                           | «Breakin' Dishes»                               | Stewart, Nash                                                                         | Christopher Stewart                              | 3:20     |  |
| 5.                           | «Shut Up and Drive»                             | Evan Rogers, Carl Sturken, Stephen Paul, Peter Hook, Bernard Sumner, Gillian Gilbert  | Evan Rogers, Carl Sturken                        | 3:33     |  |
| 6.                           | «Hate That I Love You» (con a Ne-Yo)            | Ne-Yo, Hermansen, Eriksen                                                             | StarGate                                         | 3:39     |  |
| 7.                           | «Say It»                                        | Riddick, Quaadir Atkinson, Ewart Brown, Clifton Dillon, Lowell Dunbar, Brian Thompson | Neo Da Matrix                                    | 4:10     |  |
| 8.                           | «Sell Me Candy»                                 | Nash, Riddick, Timbaland                                                              | Timbaland                                        | 2:45     |  |
| 9.                           | «Lemme Get That»                                | Nash, Mosley, Carter                                                                  | Timbaland                                        | 3:41     |  |
| 10.                          | «Rehab»                                         | Justin Timberlake, Mosley, Hannon Lane                                                | Timbaland                                        | 4:54     |  |
| 11.                          | «Question Existing»                             | Smith, Shea Taylor, Carter                                                            | Shea Taylor                                      | 4:06     |  |
| 12.                          | «Good Girl Gone Bad»                            | Smith, Hermansen, Eriksen, Lene Marlin                                                | StarGate                                         | 3:33     |  |
| 13.                          | «Disturbia»                                     | Robert Allen, Andre Merritt, Chris Brown, Brian Kennedy                               | Brian Kennedy                                    | 3:58     |  |
| 14.                          | «Take a Bow»                                    | Hermansen, Eriksen, Smith                                                             | StarGate                                         | 3:50     |  |
| 15.                          | «If I Never See Your Face Again (con Maroon 5)» | Adam Levine, James Valentine                                                          | Maroon 5, Mike Elizondo, Mark Endert, Mark Stent | 3:18     |  |

## Posicionamiento en listas
| País            | Lista (2007-2008)               | Mejor Posición |
| --------------- | ------------------------------- | -------------- |
| Australia       | Australia Albums Chart          | 2              |
| Australia       | Australia Urban Albums          | 1              |
| Austria         | Austrian Albums Chart           | 3              |
| Bélgica         | Belgium Albums Chart (Flanders) | 9              |
| Bélgica         | Belgium Albums Chart (Wallonia) | 9              |
| Canadá          | Canadian Albums Chart           | 1              |
| Estados Unidos  | Billboard 200                   | 2              |
| Estados Unidos  | R&B/Hip-Hop Albums              | 3              |
| Estados Unidos  | Digital Albums                  | 2              |
| República Checa | Czech Republic Albums Chart     | 3              |
| Dinamarca       | Denmark Albums Chart            | 2              |
| Países Bajos    | Dutch Albums Chart              | 20             |
| Europa          | European Albums Chart           | 10             |
| Finlandia       | Finland Albums Chart            | 7              |
| Francia         | French Albums Chart             | 8              |
| Alemania        | German Albums Chart             | 4              |
| Hungría         | Hungarian Albums Chart          | 4              |
| Irlanda         | Irish Albums Chart              | 1              |
| Italia          | Italian Albums Chart            | 21             |
| Japón           | Japanese Albums Chart           | 8              |
| México          | Mexican Albums Chart            | 16             |
| Nueva Zelanda   | New Zeland Albums Chart         | 4              |
| Noruega         | Norwegian Albums Chart          | 3              |
| Polonia         | Poland Albums Chart             | 3              |
| Portugal        | Portugal Albums Chart           | 24             |
| España          | Spain Albums Chart              | 9              |
| Reino Unido     | UK Albums Chart                 | 1              |
| Suiza           | Swiss Albums Chart              | 1              |
| Suecia          | Swedish Albums Chart            | 18             |

| País         | Lista (2007)                    | Mejor Posición |
| ------------ | ------------------------------- | -------------- |
| Alemania     | German Albums Chart             | 19             |
| Australia    | Australia Albums Chart          | 31             |
| Australia    | Australia Urban Albums          | 6              |
| Austria      | Austrian Albums Chart           | 17             |
| Bélgica      | Belgium Albums Chart (Flanders) | 17             |
| Irlanda      | Irish Singles Chart             | 11             |
| Países Bajos | Dutch Albums Chart              | 47             |
| Reino Unido  | UK Albums Chart                 | 10             |
| Suiza        | Swiss Albums Charts             | 8              |

| País         | Lista (2008)                    | Mejor Posición |
| ------------ | ------------------------------- | -------------- |
| Alemania     | German Albums Chart             | 19             |
| Australia    | Australia Albums Chart          | 9              |
| Australia    | Australia Urban Albums          | 2              |
| Austria      | Austrian Albums Chart           | 47             |
| Bélgica      | Belgium Albums Chart (Flanders) | 30             |
| Canadá       | Canadian Albums Chart           | 8              |
| Europa       | European Albums Chart           | 6              |
| Irlanda      | Irish Singles Chart             | 8              |
| Países Bajos | Dutch Albums Chart              | 56             |
| Reino Unido  | UK Albums Chart                 | 6              |
| Suiza        | Swiss Albums Charts             | 25             |

## Certificaciones
| País            | Organismo certificador | Certificación | Ventas certificadas | Simbolización | Ref.            |
| --------------- | ---------------------- | ------------- | ------------------- | ------------- | --------------- |
| Australia       | ARIA                   | 4x Platino    | 280 000             | 4▲            | [ 101 ]         |
| Alemania        | BVMI                   | 2x Platino    | 400 000             | 2▲            | [ 102 ]         |
| Austria         | IFPI — Austria         | 2x Platino    | 30 000              | 2▲            | [ 103 ]         |
| Bélgica         | IFPI — Bélgica         | 2x Platino    | 75 000              | 2▲            | [ 104 ]         |
| Brasil          | ABPD                   | 2x Platino    | 120 000             | 2▲            | [ 105 ]         |
| Canadá          | CRIA                   | 5x Platino    | 500 000             | 5▲            | [ 106 ]         |
| Dinamarca       | IFPI — Dinamarca       | Oro           | 10 000              |               | [ 107 ]         |
| España          | PROMUSICAE             | Platino       | 80 000              | ▲             | [ 108 ]         |
| Estados Unidos  | RIAA                   | 7x Platino    | 7 000               | 7▲            | [ 34 ]          |
| Europa          | IFPI                   | 3x Platino    | 3 000               | 3▲            | [ 109 ]         |
| GCC             | GCC                    | Platino       | 6 000               | ▲             | [ 110 ]         |
| Francia         | SNEP                   | Oro           | 50 000              | ●             | [ 111 ]         |
| Finlandia       | IFPI                   | Oro           | 16 000              | ●             | [ 112 ]         |
| Grecia          | IFPI — Grecia          | Oro           | 6 000               | ●             | [ 113 ]         |
| Hungría         | MAHASz                 | Platino       | 15 000              | ▲             | [ 114 ] [ 115 ] |
| Irlanda         | IRMA                   | 5x Platino    | 75 000              | 5▲            | [ 116 ]         |
| Italia          | FIMI                   | Platino       | 80 000              | ▲             | [ 117 ]         |
| Japón           | RIAJ                   | Platino       | 250 000             | ▲             | [ 118 ]         |
| Nueva Zelanda   | RIANZ                  | Platino       | 45 000              | 3▲            | [ 119 ]         |
| México          | AMPROFON               | Oro           | 50 000              | ▲             | [ 120 ]         |
| Países Bajos    | NVPI                   | Platino       | 70 000              | ▲             | [ 121 ]         |
| Polonia         | ZPAV                   | 2x Platino    | 90 000              | 2▲            | [ 122 ]         |
| Portugal        | IFPI — Portugal        | Oro           | 10 000              | ●             | [ 123 ]         |
| Reino Unido     | BPI                    | 6x Platino    | 1 850 000           | 6▲            | [ 124 ]         |
| República Checa | IFPI                   | Platino       | 6 500               | ▲             | [ 125 ]         |
| Rusia           | NFPP                   | 4x Platino    | 200 000             | 4▲            | [ 126 ]         |
| Suecia          | Sverigetopplistan      | Oro           | 40 000              |               | [ 127 ]         |
| Suiza           | IFPI — Suiza           | 3x Platino    | 90 000              | 3▲            | [ 128 ]         |

## Premios y nominaciones
Good Girl Gone Bad fue nominado en distintas ceremonias de premiación. A continuación, una lista con algunas de las candidaturas que obtuvo el álbum y sus sencillos:
| Año  | Ceremonia                                 | Trabajo                          | Categoría                                         | Resultado |
| ---- | ----------------------------------------- | -------------------------------- | ------------------------------------------------- | --------- |
| 2007 | Belgian TMF Awards                        | Good Girl Gone Bad               | Mejor álbum internacional                         | Nominado  |
| 2007 | Belgian TMF Awards                        | «Umbrella»                       | Mejor video internacional                         | Nominado  |
| 2007 | Billboard Music Awards                    | «Umbrella»                       | Canción Hot Dance Airplay del año                 | Ganador   |
| 2007 | Billboard Music Awards                    | «Umbrella»                       | Canción European Hot 100 del año                  | Ganador   |
| 2007 | Capricho Awards                           | «Umbrella»                       | Mejor canción internacional                       | Ganador   |
| 2007 | IFPI Platinum Europe Awards               | Good Girl Gone Bad               | Reconocimiento al álbum                           | Ganador   |
| 2007 | International Dance Music Awards          | «Umbrella»                       | Mejor Solo                                        | Nominado  |
| 2007 | MTV Europe Music Awards                   | «Umbrella»                       | Canción Más Adictiva                              | Nominado  |
| 2007 | MTV Video Music Awards                    | «Umbrella»                       | Sencillo Monstruo del año                         | Ganador   |
| 2007 | MTV Video Music Awards                    | «Umbrella»                       | Video del año                                     | Ganador   |
| 2007 | MTV Video Music Awards                    | «Umbrella»                       | Mejor Director (Chris Applebaum)                  | Nominado  |
| 2007 | MTV Video Music Awards                    | «Umbrella»                       | Artista Femenina del año                          | Nominado  |
| 2007 | Los Premios MTV Latinoamérica             | «Umbrella»                       | Canción del año                                   | Nominado  |
| 2007 | MuchMusic Video Awards                    | «Umbrella»                       | Mejor video de Artista Internacional              | Nominado  |
| 2007 | Nickelodeon Australian Kids Choice Awards | «Umbrella»                       | Canción Favorita                                  | Nominado  |
| 2007 | Nickelodeon UK Kids Choice Awards         | «Umbrella»                       | Mejor video musical                               | Nominado  |
| 2007 | People's Choice Awards                    | «Shut Up and Drive»              | Canción R&B Favorita                              | Ganador   |
| 2007 | Premios 40 Principales                    | «Umbrella»                       | Mejor Canción Internacional en Lengua No Española | Ganador   |
| 2007 | Teen Choice Awards                        | «Umbrella»                       | Elección Musical: Sencillo                        | Nominado  |
| 2007 | Teen Choice Awards                        | «Shut Up and Drive»              | Canción del Verano                                | Ganador   |
| 2007 | Belgian TMF Awards                        | «Umbrella»                       | Mejor video                                       | Nominado  |
| 2007 | Belgian TMF Awards                        | «Umbrella»                       | Mejor Sencillo                                    | Nominado  |
| 2008 | ASCAP Pop Music Awards                    | «Umbrella»                       | Canción más interpretada                          | Ganador   |
| 2008 | ASCAP Pop Music Awards                    | «Hate That I Love You»           | Canción más interpretada                          | Ganador   |
| 2008 | ASCAP Rhythm & Soul Music Awards          | «Umbrella»                       | Canción más interpretada                          | Ganador   |
| 2008 | ASCAP Rhythm & Soul Music Awards          | «Umbrella»                       | Mejor canción R&B/Hip-hop                         | Ganador   |
| 2008 | Barbados Music Awards                     | Good Girl Gone Bad               | Álbum del año                                     | Ganador   |
| 2008 | Barbados Music Awards                     | «Don't Stop the Music»           | Mejor Sencillo R&B/Pop                            | Ganador   |
| 2008 | Barbados Music Awards                     | «Shut Up and Drive»              | Mejor video musical femenino                      | Ganador   |
| 2008 | Barbados Music Awards                     | «Umbrella»                       | Canción del año                                   | Ganador   |
| 2008 | Barbados Music Awards                     | «Umbrella»                       | Mejor video musical femenino                      | Nominado  |
| 2008 | ECHO Awards                               | «Umbrella»                       | Éxito del año                                     | Nominado  |
| 2008 | Grammy Awards                             | «Umbrella»                       | Grabación del año                                 | Nominado  |
| 2008 | Grammy Awards                             | «Umbrella»                       | Canción del año                                   | Nominado  |
| 2008 | Grammy Awards                             | «Umbrella»                       | Mejor colaboración Rap/Cantanda                   | Ganador   |
| 2008 | Grammy Awards                             | «Don't Stop the Music»           | Mejor grabación Dance                             | Nominado  |
| 2008 | Grammy Awards                             | «Hate That I Love You»           | Mejor interpretación R&B por un dúo o grupo       | Nominado  |
| 2008 | International Dance Music Awards          | «Umbrella»                       | Mejor Canción Pop                                 | Nominado  |
| 2008 | International Dance Music Awards          | «Umbrella»                       | Mejor Canción R&B/Urban                           | Ganador   |
| 2008 | Juno Awards                               | Good Girl Gone Bad               | Mejor Álbum Internacional del año                 | Ganador   |
| 2008 | MOBO Awards                               | «Umbrella»                       | Mejor video                                       | Nominado  |
| 2008 | MTV Video Music Awards                    | «Take A Bow»                     | Mejor video Femenino                              | Nominado  |
| 2008 | MTV Asia Awards                           | «Umbrella»                       | Mejor Hook Up                                     | Nominado  |
| 2008 | MTV Video Music Awards Japan              | «Umbrella»                       | Video del año                                     | Nominado  |
| 2008 | MuchMusic Video Awards                    | «Umbrella»                       | Video Más Visto                                   | Ganador   |
| 2008 | MuchMusic Video Awards                    | «Don't Stop the Music»           | Mejor video de Artista Internacional              | Ganador   |
| 2008 | NAACP Image Awards                        | «Umbrella»                       | Canción del año                                   | Nominado  |
| 2008 | NRJ Music Awards                          | «Don't Stop the Music»           | Mejor Canción Internacional                       | Ganador   |
| 2008 | People's Choice Awards                    | «Disturbia»                      | Mejor Canción Pop                                 | Nominado  |
| 2008 | People's Choice Awards                    | «Take A Bow»                     | Canción R&B Favorita                              | Nominado  |
| 2008 | Swiss Music Awards                        | «Umbrella»                       | Mejor Canción Internacional                       | Ganador   |
| 2009 | ASCAP Pop Music Awards                    | «Don't Stop the Music»           | Canción más interpretada                          | Ganador   |
| 2009 | ASCAP Pop Music Awards                    | «Disturbia»                      | Canción más interpretada                          | Ganador   |
| 2009 | ASCAP Pop Music Awards                    | «Take A Bow»                     | Canción más interpretada                          | Ganador   |
| 2009 | ASCAP Rhythm & Soul Music Awards          | «Take A Bow»                     | Canción más interpretada                          | Ganador   |
| 2009 | ASCAP Rhythm & Soul Music Awards          | «Take A Bow»                     | Mejor canción R&B/Hip-hop                         | Ganador   |
| 2009 | BMI Pop Awards                            | «Don't Stop the Music»           | Canción con más premios ganados                   | Ganador   |
| 2009 | BMI Pop Awards                            | «Hate That I Love You»           | Canción con más premios ganados                   | Ganador   |
| 2009 | Barbados Music Awards                     | «Disturbia»                      | Video del año                                     | Ganador   |
| 2009 | Barbados Music Awards                     | «Disturbia»                      | Canción del año                                   | Nominado  |
| 2009 | Grammy Awards                             | «If I Never See Your Face Again» | Mejor colaboración pop vocal                      | Nominado  |
| 2009 | Grammy Awards                             | «Disturbia»                      | Mejor grabación Dance                             | Nominado  |
| 2009 | Grammy Awards                             | Good Girl Gone Bad Live          | Mejor video musical en formato largo              | Nominado  |
| 2009 | International Dance Music Awards          | «Shut Up and Drive»              | Mejor Canción Alternative/Rock                    | Nominado  |
| 2009 | International Dance Music Awards          | «Disturbia»                      | Mejor Canción R&B/Urban                           | Ganador   |
| 2009 | International Dance Music Awards          | «Disturbia»                      | Mejor Canción Pop                                 | Nominado  |
| 2009 | NRJ Music Awards                          | «Disturbia»                      | Mejor Canción Internacional                       | Ganador   |
| 2009 | Nickelodeon Kids Choice Awards            | «Don't Stop the Music»           | Canción Favorita                                  | Nominado  |
| 2009 | Urban Music Awards                        | «Rehab»                          | Mejor video musical                               | Ganador   |
| 2010 | BMI Pop Awards                            | «Disturbia»                      | Canción con más premios ganados                   | Ganador   |
| 2010 | Barbados Music Awards                     | «Umbrella»                       | Canción de la década                              | Ganador   |

## Lanzamiento
| País           | Fecha               |
| -------------- | ------------------- |
| Japón          | 30 de mayo de 2007  |
| Alemania       | 1 de junio de 2007  |
| Italia         | 1 de junio de 2007  |
| Países Bajos   | 1 de junio de 2007  |
| Polonia        | 1 de junio de 2007  |
| Francia        | 4 de junio de 2007  |
| Portugal       | 4 de junio de 2007  |
| Reino Unido    | 4 de junio de 2007  |
| Canadá         | 5 de junio de 2007  |
| Estados Unidos | 5 de junio de 2007  |
| España         | 7 de junio de 2007  |
| Australia      | 27 de junio de 2007 |
| China          | 28 de junio de 2007 |
| Filipinas      | 28 de junio de 2007 |
| Brasil         | 18 de julio de 2007 |

| País           | Fecha               |
| -------------- | ------------------- |
| Reino Unido    | 2 de junio de 2008  |
| Reino Unido    | 16 de junio de 2008 |
| Alemania       | 12 de junio de 2008 |
| Países Bajos   | 12 de junio de 2008 |
| Europa         | 13 de junio de 2008 |
| Estados Unidos | 17 de junio de 2008 |
| Australia      | 20 de junio de 2008 |
| Japón          | 25 de junio de 2008 |
| Filipinas      | 25 de junio de 2008 |
| Brasil         | 30 de junio de 2008 |

| País           | Fecha                |
| -------------- | -------------------- |
| Estados Unidos | 27 de enero de 2009  |
| Australia      | 31 de enero de 2009  |
| Alemania       | 6 de febrero de 2009 |
| Reino Unido    | 9 de febrero de 2009 |
| Brasil         | 13 de marzo de 2009  |